# Cantonul Houdan
Cantonul Houdan este un canton din arondismentul Mantes-la-Jolie, departamentul Yvelines, regiunea Île-de-France , Franța.

## Comune
- Adainville
- Bazainville
- Boissets
- Bourdonné
- Civry-la-Forêt
- Condé-sur-Vesgre
- Courgent
- Dammartin-en-Serve
- Dannemarie
- Flins-Neuve-Église
- Gambais
- Grandchamp
- Gressey
- La Hauteville
- Houdan (reședință)
- Longnes
- Maulette
- Mondreville
- Montchauvet
- Mulcent
- Orgerus
- Orvilliers
- Osmoy
- Prunay-le-Temple
- Richebourg
- Saint-Martin-des-Champs
- Septeuil
- Tacoignières
- Le Tartre-Gaudran
- Tilly